# Bracon communis
Bracon communis är en stekelart som beskrevs av Szepligeti 1906. Bracon communis ingår i släktet Bracon och familjen bracksteklar. Inga underarter finns listade.